# Сутланд-Силвер Хил (Мериленд)
Сутланд-Силвер Хил (енгл. Suitland-Silver Hill) град је у америчкој савезној држави Мериленд.

## Демографија
По попису из 2000. године број становника је 33.515.
| Група             | 2000.          | 2010.    |
| Белци             | 1.104 (3,3%)   | 0 (0,0%) |
| Афроамериканци    | 31.172 (93,0%) | 0 (0,0%) |
| Азијати           | 201 (0,6%)     | 0 (0,0%) |
| Хиспаноамериканци | 625 (1,9%)     | 0 (0,0%) |
| Укупно            | 33.515         | 0        |